# Inno delle Nazioni
L'Inno delle Nazioni è una cantata profana, composta da Giuseppe Verdi, su testo di Arrigo Boito, per l'Esposizione universale del 1862, presentata in anteprima il 24 maggio 1862 presso la Royal Opera House di Londra.

## Storia
Per l'Esposizione Universale del 1862 a Londra, furono incaricati di comporre musica di festa i compositori di quattro paesi: Giacomo Meyerbeer per la Germania, Daniel-François-Esprit Auber per la Francia, William Sterndale Bennett per la Gran Bretagna e l’Irlanda più la recentemente unificata Italia. Prima di affidare l'incarico a Giuseppe Verdi, che aveva appena terminato la composizione della sua opera La forza del destino, si cercò la disponibilità di Gioachino Rossini.
All’epoca della composizione, l'Italia era stata unificata per la maggior parte del suo territorio: le regioni ancora non annesse erano il Lazio - l'ultimo residuo dello Stato Pontificio - ed il Triveneto. In questo clima di eccitazione, Verdi incontrò il poeta e compositore Arrigo Boito, allora ventenne, che scrisse un testo sulla pace e l'amicizia tra i popoli. In contrasto con il testo di Boito, la composizione non finisce con un inno all'arte come era preventivato, ma sulle note di God Save the Queen, della Marsigliese e del Canto degli Italiani.
La cantata venne conclusa a Parigi tra il 24 febbraio ed il 31 marzo 1862, e non fu eseguita al concerto di apertura con i lavori di Meyerbeer, Pacini, Auber e Bennett, ma in un concerto complementare alla Royal Opera House. In questa rappresentazione la parte solistica, che Verdi aveva scritto originariamente per il tenore Enrico Tamberlick, fu eseguita dal soprano Therese Tietjens. La mancata esecuzione della cantata al concerto di apertura fu dovuta, probabilmente, al fatto che Verdi sostituì nella parte orchestrale l'inno per l'imperatore Napoleone III con la Marsigliese, simbolo della Repubblica, ma soprattutto per il fatto che il lavoro risultò essere una marcia, e non una cantata, come inizialmente richiesto dalla committenza.

## Forma musicale e orchestrazione
La cantata è strumentata per: 2 flauti, 1 ottavino, 2 oboi, 2 clarinetti, 2 fagotti, 4 corni, 2 trombe, 3 tromboni, cimbasso, timpani, grancassa, percussioni, 2 arpe, archi; le parti vocali sono un tenore (il Bardo) e un coro misto.
Dopo un breve preludio inizia il coro introduttivo, Gloria pei cieli altissimi. Nella parte per solista che segue, Spettacolo sublime!, il Bardo ha alle spalle la miseria dei conflitti passati e invoca la pace immediata e l'amicizia tra i popoli, Fratellanza. Nella preghiera seguente, Signor, che sulla terra, che il coro ripete, il Bardo saluta l'Inghilterra (Salve, Inghilterra) e la Francia (O Francia), mentre l'orchestra intona l'Inno Nazionale inglese, God Save the Queen e subito dopo la Marsigliese. Segue un inno per l'Italia (O Italia, o Italia, o patria mia) in cui il Canto degli Italiani di Mameli e Novaro è citato. La parte finale della composizione comprende una parte contrappuntistica che combina God Save the Queen, la Marsigliese e il Canto degli Italiani, dove si sovrappongono questi brani in una forma complessa di polifonia. Dopo una ripresa finale dell'Inno britannico, il lavoro si conclude con la parola "gloria".
Nel preludio introduttivo e nel coro si percepiscono idee sviluppate poi nell'opera Aida, composta nel 1870. Così, il coro della parte di "Gloria" presenta una somiglianza con la scena trionfale del secondo atto dell'Aida.

## La versione di Toscanini del 1943-44
Nel dicembre 1943, dopo la caduta di Benito Mussolini, Arturo Toscanini fu il protagonista negli Stati Uniti di un cortometraggio diretto da Alexander Hammid che celebrava il ruolo degli antifascisti italo-americani durante la seconda guerra mondiale e si concludeva con la rappresentazione di una speciale versione dell'Inno delle Nazioni.
Allo spartito verdiano, che includeva i motivi degli inni nazionali inglese, francese e italiano, Toscanini aggiunse The Star-Spangled Banner, l’inno nazionale degli USA, e l'Internazionale, modificando alcune parole dell'Inno di Mameli, adattandole alla situazione contemporanea: "O Italia, o patria mia", ad esempio, divenne "O Italia, o patria mia tradita".
Il concerto, diretto da Toscanini con la NBC Symphony Orchestra, Jan Peerce come solista, e i coristi dal Westminster Choir College, fu radio-trasmesso il 31 gennaio 1944 e riproposto dal vivo il 25 maggio 1944 in uno spettacolo di beneficenza per la Croce Rossa al Madison Square Garden di New York.

## Testo
Coro di popolo
Gloria pei cieli altissimi,
Pei culminosi monti,
Pel limpidi orizzonti
Gemmati dí splendor.
In questo dí giocondo
Balzi di gioia il mondo,
Perché vicino agli uomini
È il regno dell Amor,
Gloria! I venturi popoli
Ne cantin la memoria,
Gloria pei cieli! … Gloria!
Bardo
Spettacolo sublime! … ecco … dai lidi
Remoti della terra, ove rifulge
Cocentemente il sol, ove distende
Bianco manto la neve, una migrante
Schiera di navi remigar per l acque
Degli ampli oceani, ed affollarsi tutte
Verso un magico Tempio, ed in quel Tempio
Spandere a mille a mille i portentosi
Miracoli del genio! … E fuvvi un giorno
Che passò furïando, quel bïeco
Fantasma della guerra; allora udissi
Un cozzar d armi, un saettar di spade,
Un tempestar di carri e di corsieri,
Un grido di trionfo … e un uluante
Urlo... e colà ove fumò di sangue
Il campo di battaglia, un luttuoso
Campo santo levarsì, e un'elegia
Di preghiere, di pianti e di lamenti …
Ma in oggi un soffio di serena Dea
Spense quell'ire, e se vi furono in campo
Avversarii crudeli, oggi non v'ha
In quel Tempio che Umana Fratellanza,
E a Dio che 'l volle alziam di laudi un canto.
Tutti
Signor, che sulla terra
Rugiade spargi e fior
E nembi di fulgori
E balsami d'amor;
Fa che la pace torni
Coi benedetti giorni,
E un mondo di fratelli
Sarà, la terra allor.
Salve, Inghilterra, Regina dei mari
Di libertà vessillo antico! … O Francia,
Tu, che spargesti il generoso sangue
Per una terra incatenata, salve, o Francia, salve!
O Italia, o Italia, o Patria mia tradita,
Che il cielo benigno ti sia propizio ancora,
Fino a quel dí che libera tu ancor risorga al sole!
O Italia, o Italia, o Patria mia!